# Havat Gilad
Havat Gilad (hebräisch חַוַּת גִּלְעָד, wörtlich „Gilad-Farm“) ist ein israelischer Außenposten im Westjordanland, der 2002 zum Gedenken an Gilad Zar errichtet wurde. Israelische Siedlungen im Westjordanland und folglich auch der Außenposten Havat Gilad, gelten international als völkerrechtswidrig.